# 118
118 (CXVIII) var ett normalår som började en fredag i den julianska kalendern.

## Händelser

### Okänt datum
- Det forum, som påbörjades av förre kejsaren Trajanus, står färdigt.
- Kejsar Hadrianus blir konsul i Rom.
- Urinvånarna återfår styret över Osroene av romarna.
- Hadrianus låter avrätta fyra senatorer, alla före detta konsuler, som visar sig ha konspirerat mot honom. Hans förhållande till senaten blir därmed ganska ansträngt.
- Nord-syd-fejden inom Hunnerdynastin tar slut.
- Justinius tillträder som patriark i Alexandria.